# واين بودن
واين بودن هو مجرم وقاتل متسلسل كندي، ولد في 1948 في كندا، وتوفي في 27 مارس 2006 في أونتاريو في كندا بسبب سرطان وسرطان الجلد.